# Quadro de medalhas dos Jogos Pan-Americanos de 1991
Abaixo, as medalhas distribuidas nos Jogos Pan-Americanos de 1991 em Havana, em Cuba. Cuba liderou o número de medalhas de ouro no total das medalhas. Em negrito, o país sede.
| Quadro de Medalhas - Havana 1991 | Quadro de Medalhas - Havana 1991 | Quadro de Medalhas - Havana 1991 | Quadro de Medalhas - Havana 1991 | Quadro de Medalhas - Havana 1991 | Quadro de Medalhas - Havana 1991 |
| -------------------------------- | -------------------------------- | -------------------------------- | -------------------------------- | -------------------------------- | -------------------------------- |
| Pos.                             | País                             | Ouro                             | Prata                            | Bronze                           | Total                            |
| 1                                | Cuba                             | 140                              | 62                               | 63                               | 265                              |
| 2                                | Estados Unidos                   | 130                              | 125                              | 97                               | 352                              |
| 3                                | Canadá                           | 22                               | 46                               | 59                               | 127                              |
| 4                                | Brasil                           | 21                               | 21                               | 37                               | 79                               |
| 5                                | México                           | 14                               | 23                               | 38                               | 75                               |
| 6                                | Argentina                        | 11                               | 15                               | 29                               | 55                               |
| 7                                | Colômbia                         | 5                                | 15                               | 21                               | 41                               |
| 8                                | Venezuela                        | 4                                | 14                               | 20                               | 38                               |
| 9                                | Porto Rico                       | 3                                | 13                               | 11                               | 27                               |
| 10                               | Chile                            | 2                                | 1                                | 7                                | 10                               |
| 11                               | Jamaica                          | 2                                | 1                                | 5                                | 8                                |
| 12                               | Suriname                         | 1                                | 2                                | 1                                | 4                                |
| 13                               | Trinidad & Tobago                | 1                                | 1                                | 0                                | 2                                |
| 14                               | Costa Rica                       | 1                                | 0                                | 1                                | 2                                |
| 15                               | República Dominicana             | 0                                | 5                                | 4                                | 9                                |
| 16                               | Guatemala                        | 0                                | 1                                | 5                                | 6                                |
| 17                               | Nicarágua                        | 0                                | 1                                | 2                                | 3                                |
| 18                               | Equador                          | 0                                | 1                                | 1                                | 2                                |
| 18                               | Bahamas                          | 0                                | 1                                | 1                                | 2                                |
| 20                               | Uruguai                          | 0                                | 1                                | 0                                | 1                                |
| 20                               | Panamá                           | 0                                | 1                                | 0                                | 1                                |
| 20                               | Bolívia                          | 0                                | 1                                | 0                                | 1                                |
| 23                               | Peru                             | 0                                | 0                                | 3                                | 3                                |
| 24                               | Ilhas Virgens Americanas         | 0                                | 0                                | 2                                | 2                                |
| 24                               | Guiana                           | 0                                | 0                                | 2                                | 2                                |
| 26                               | Haiti                            | 0                                | 0                                | 1                                | 1                                |